# Thyce squamicollis
Thyce squamicollis är en skalbaggsart som beskrevs av Leconte 1856. Thyce squamicollis ingår i släktet Thyce och familjen Melolonthidae. Inga underarter finns listade i Catalogue of Life.